# 12124 Hvar
12124 Hvar eller 1999 RG3 är en asteroid i huvudbältet som upptäcktes den 9 september 1999 av den kroatiska astronomen Korado Korlević vid Višnjan-observatoriet. Den är uppkallad efter den kroatiska ön Hvar.
Den tillhör asteroidgruppen Koronis.